# No More I Love You's
"No More "I Love You's" är en låt från 1986 som är skriven av David Freeman och Joseph Hughes samt inspelad av bandet The Lover Speaks. Annie Lennox gjorde en cover av låten 1995.